# ヨハン・ダーフィト・ハイニヒェン
ヨーハン・ダーフィト・ハイニヒェン（Johann David Heinichen, 1683年4月17日 - 1729年7月16日）は、ドイツ後期バロック音楽の作曲家・音楽理論家。ヴェネツィア留学の後、ザクセン選帝侯フリードリヒ・アウグスト1世の宮廷に仕えた。

## 生涯
現在のザクセン＝アンハルト州ブルゲンラント郡ヴァイセンフェルス（Weißenfels）近郊の寒村クレスルン（Crössuln）に生まれる。父ミヒャエル・ハイニヒェンは、ライプツィヒの聖トーマス教会附属の著名なトーマス学校に学んだ後、パガウにおいてカントルを、クレスルン村の教会において牧師を務めた。ハイニヒェンも父と同じくライプツィヒのトーマス学校に通い、音楽をヨーハン・シェレ（Johann Schelle）に、チェンバロをヨハン・クーナウに学ぶ。このころクリストフ・グラウプナーもクーナウの門人であった。
1702年にライプツィヒ大学で法学を学び、1705年か1706年に弁護士資格を取得している。法学は、18世紀初頭のドイツの作曲家の卵に人気のあった学問分野で、クーナウ、グラウプナー、テレマンなども弁護士資格を取得している。ハイニヒェンは1709年までヴァイセンフェルスの法曹界で活動した。しかしながら音楽への関心を失うことなく、その頃にいくつかの歌劇の作曲に取り組んでいた。
1710年に通奏低音に関する主要な論文の初版を刊行。その後イタリアに留学し、ほとんどヴェネツィアにおいて、7年間の研修期間を過ごす。1717年にアンハルト＝ケーテン侯レオポルトの宮廷においてJ.S.バッハの同僚となり、それからザクセン選帝侯の宮廷楽長に転身した。門人にヨハン・ゲオルク・ピゼンデルがいる。

## 作品
ハイニヒェンの作品は、近年になって名声が再浮上し、現在いくつかのミサ曲や絶筆のマニフィカトが録音界において注目されるようになった。グスタフ・アドルフ・ザイベルによる整理番号（SeiH、またはSeibel） が使われることが多いが、完全なものではないため、近年ギュンター・ハウスヴァルトによる整理番号（Hwv） も行われている。